# Днепровский, Олег Викторович
Олег Викторович Днепровский (род. 11 мая 1966, Ангарск, Иркутская область) — советский и российский хоккеист, нападающий, тренер.

## Биография
Воспитанник ангарского «Ермака», победитель юниорского первенства СССР в классе Б (1982). В сезонах 1982/83 — 1984/85 играл за «Ермак» во второй лиге. Следующие 12 сезонов провёл в хабаровском СКА. В 1989 году вышел с командой в первую лигу, в сезоне 1996/97 провёл за СКА-«Амур» три матча в РХЛ.
Тренер (2013/14), главный тренер (2014/15) команды «Амура» 2001 года рождения. Главный тренер юношеской сборной Хабаровского края 2001 года рождения на VII зимней Спартакиаде учащихся России. Главный тренер «Ермака» в ЮХЛ (2016/17 — 2019/20). Исполняющий обязанности главного тренера «Ермака» в ВХЛ с 20 октября по 14 декабря 2018 года. С 2023 года — тренер в школе «Амура».